# 범어사 고려삼층석탑
부산 범어사 고려삼층석탑(釜山 梵魚寺 高麗三層石塔)은 부산광역시 금정구 범어사에 있는 고려시대의 삼층석탑이다. 2011년 3월 26일 부산광역시의 문화재자료 제57호로 지정되었다.

## 개요
범어사 고려삼층석탑은 전체 높이가 1.8m이며, 상하 이중기단에 전형석탑 양식을 지닌 삼층석탑이다. 지대석과 1층 옥개석, 2·3층 탑신석 및 상륜부가 결실되었으며, 석탑 부재도 부분적으로 파손되어 있다. 또한 4매로 구성된 하층기단 면석 중 1매는 별도의 석재로 보강되었다.
하층기단과 상층기단은 면석과 갑석으로 구성되어 있는데, 특히 하층기단 면석에는 고려 전반기의 규모가 작은 탑들에서 종종 보이는 것처럼 하대저석을 아래 부분에 조출한 후 그 위에 우주와 탱주를 각각 모각하고 있다.
석탑 부재 중 가장 온전한 1층 탑신석은 1매로 조성되어 있으며, 모서리마다 우주가 모각되어 있다. 또한 1층 탑신석의 상면에는 지름 10cm, 깊이 8.5cm의 사리공이 있음에도 불구하고, 특이하게도 하면에도 역시 지름 11cm, 깊이 7cm의 사리공이 마련되어 있다.
이 탑은 이중기단에 옥개받침을 지닌 옥개석 등 통일신라시대의 전형 석탑양식을 따르고 있는 석탑이다. 다만 석탑의 전체적인 규모와 하층기단 면석에 하대저석을 조출한 점, 3단 각형으로 얕게 표현된 옥개받침 양식 등으로 보아 고려 초기에 조성된 석탑으로 판단된다.
또한 범방동 삼층석탑(부산광역시지정 유형문화재 제23호), 경남 의령의 성황리 삼층석탑(경상남도지정 유형문화재 제114호)과 많이 닮았으며, 전체적인 짜임새와 날씬한 옥개석 형태 및 치석 등은 앞의 두 탑보다 더 뛰어난 것으로 파악된다.

## 같이 보기
- 범어사

## 참고 자료
- 범어사 고려삼층석탑 - 국가유산청 국가유산포털